# اوکان کویلچا
اوکان کویلچا (به اسپانیایی: Volcán Aucanquilcha) یک کوه و آتشفشان در شیلی است که در منطقه آنتوفاگاستا واقع شده‌است. اوکان کویلچا ۶٬۱۷۶ متر بالاتر از سطح دریا واقع شده‌است.